# Matvej Gagarin
Matvej Petrovitj Gagarin (ryska: Матвей Петрович Гагарин), död 17 juni 1721, var en rysk furste och guvernör över Sibirien 1708-1719.
Gagarin var de svenska krigsfångarnas vän och beskyddare. Han invecklades i Alexejprocessen, anklagades för förskingring, maktmissbruk och försök att lösgöra sitt guvernement från Ryssland, och dömdes till döden och avrättades.